# Banda Atjeh

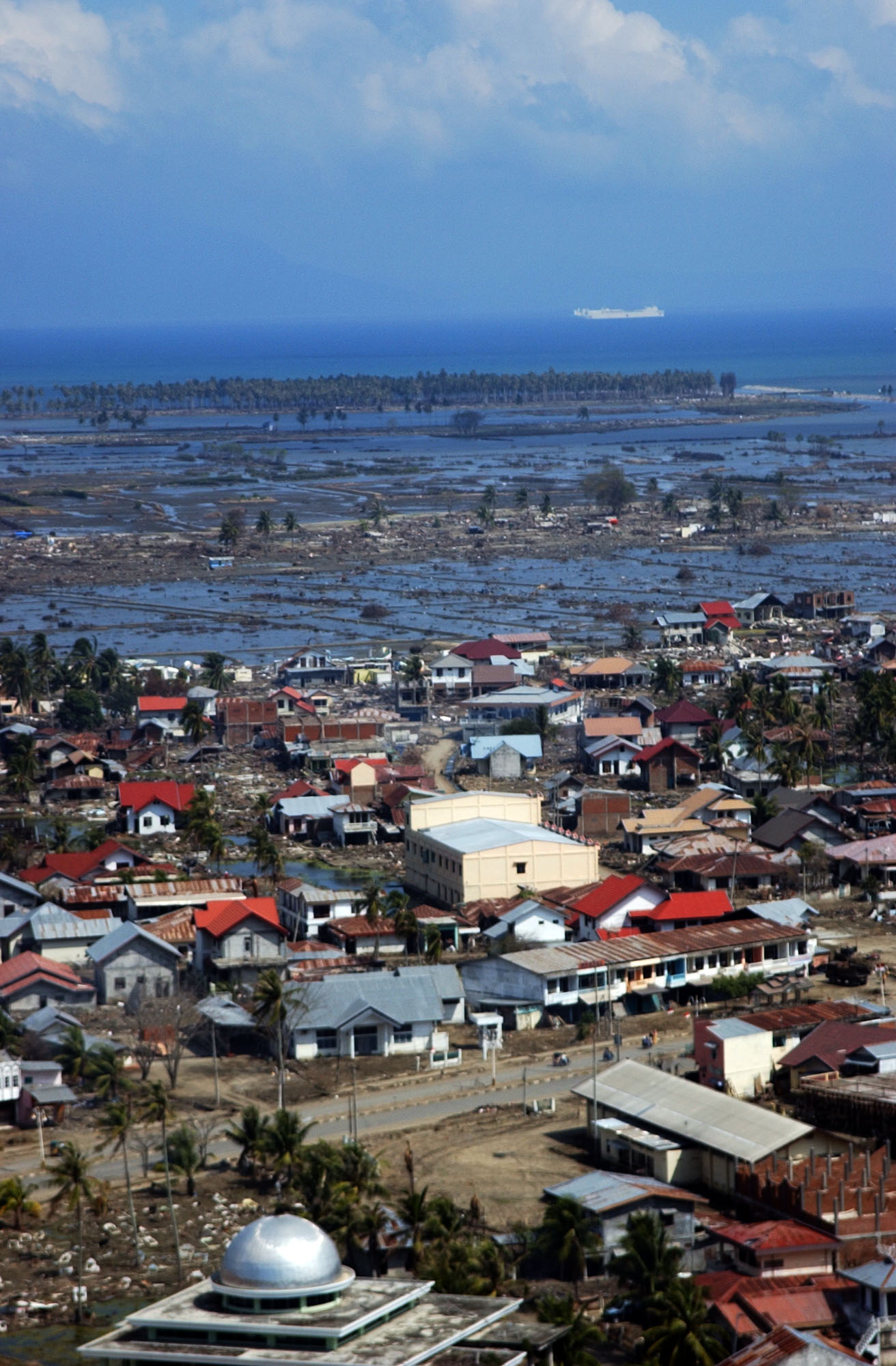
Banda Atjeh in februari 2005

Banda Atjeh of Banda Aceh (Indonesisch: Banda Aceh; vroeger ook Koetaradja of Kota Radja) is de hoofdstad van de Indonesische provincie Atjeh (Sumatra).

## Stad
De stad ligt op de noordelijke punt van het eiland Sumatra, aan de monding van de Atjehrivier (Sungai Aceh), waar de Straat Malakka en de Indische Oceaan elkaar ontmoeten. In 2000 besloeg het stedelijk gebied een oppervlakte van 61,36 km² en had het 220.737 inwoners. Volgens opgave van de Indonesische deelregering had de stad (met omliggende dorpen) vlak voor de tsunami ruim 260.000 inwoners en bedroeg het aantal slachtoffers ongeveer 61.000.

## Naam en geloof
Vroeger heette de stad Kota Radja, wat letterlijk "Koningsstad" of "Hofstad" betekent; ook de schrijfwijze Koetaradja (in het Indonesisch Kotaraja) komt voor. De republiek Indonesië heeft in 1945 het sultanaat afgeschaft. Vervolgens werd op 28 december 1962 de officiële naam van de stad gewijzigd in Banda Aceh dat letterlijk vertaald "Poort (Haven) van Atjeh" betekent. Het woord Banda is afgeleid van het Perzische woord bandar (بندر). In het Nederlands betekent het haven. Zoals in geheel Atjeh is de bevolking overwegend islamitisch, en wordt het geloof hier sterker beleden dan in veel andere delen van Indonesië. Het centrum wordt gedomineerd door de Grote Moskee.

## Geschiedenis

### Middeleeuwen tot aan de oorlog met Nederland
De stad was in de middeleeuwen een multi-etnische handelsmetropool, waar naast Atjeeërs, Indiërs, Arabieren, Turken, Chinezen, Abessijnen en Perzen woonden. Het was ook wel de deur naar Mekka, een halteplaats voor pelgrims die per boot onderweg waren naar de heilige stad. Het sultanaat, waarvan Kota Radja de hoofdstad was, bereikte zijn hoogtepunt in de 17e eeuw.
In de Gouden Tijd (1604-1637) beheerste Atjeh de zeewateren van Riau, aan de oostzijde van Sumatra, tot aan Singapore ten oosten van Sumatra. Atjeh had diplomatieke vertegenwoordigers in Istanboel en in Engeland. In 1629 heeft Atjeh een aantal grote zeeslagen gevoerd met de Portugezen, die in de regio al vele handelsposten en macht hadden verkregen. De Nederlandse VOC was sinds 1596 ook al actief in de regio, maar de Nederlanders hebben tot eind 19e eeuw nooit veel voet aan de grond gekregen in Atjeh.

### Oorlog met Nederland
In 1873, na de opheffing van het Sumatra-traktaat en schending van het vredestraktaat van 1859 tussen de sultan en het Nederlandse gouvernement door de Atjehnezen, verklaarde gouverneur generaal James Loudon Atjeh de oorlog. Op 24 januari 1874 werd de kraton van het sultanaat na een strijd met vele slachtoffers veroverd en bezet. Het verzet tegen de Nederlandse overheersing was echter niet gebroken en een decennialange guerrillaoorlog was het gevolg. Na jarenlange bloedige strijd van het KNIL onder leiding van generaal Van Heutsz werd in 1904 Atjeh onderworpen aan het Nederlands gezag. Dat gezag was wel beperkt tot Kota Radja en enkele andere kustplaatsen waar het koloniale leger was gestationeerd. Uit deze tijd stammen circa 2200 oorlogsgraven van Nederlanders, Duitsers, maar vooral veel Ambonezen, op een begraafplaats, die hier het Kher Khoff heet.

### Vanaf de Tweede Wereldoorlog tot heden
In 1942 werd de stad bezet door het Japans Keizerlijk Leger, waarbij de bevolking gedwongen werd elke dag naar het oosten, naar Tokio, te buigen in plaats van naar het westen (in gebed), naar Mekka. Dit maakte de Japanners nog gehater dan de Nederlanders. In de Indonesische onafhankelijkheidsstrijd heeft men geen pogingen meer gedaan om het koloniale gezag te herstellen, waardoor het altijd republikeins gebied is geweest.
Bij de aardbeving met tsunami van 26 december 2004 werd deze stad voor meer dan 60% verwoest. Het Atjeh Tsunami Museum is hier opgericht

## Bestuurlijke indeling
Banda Atjeh is onderverdeeld in 9 onderdistricten (kecamatan):

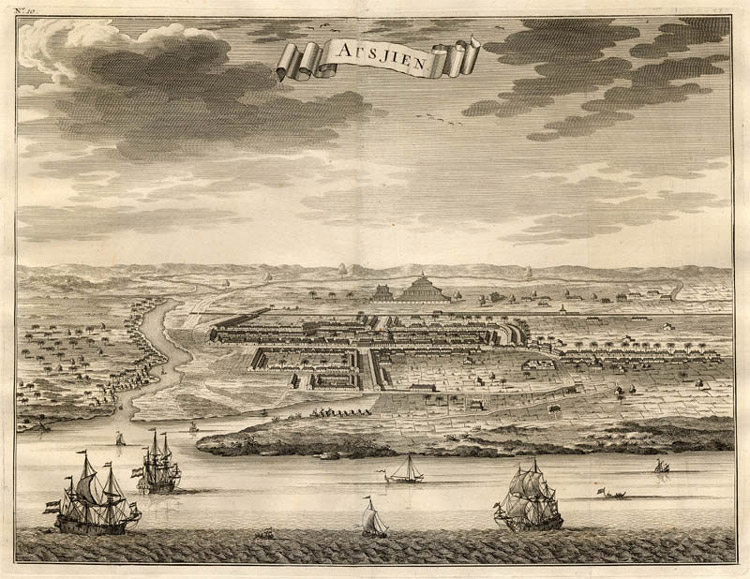
Banda Atjeh in 1724-26 door Valentyn

- Meuraxa
- Baiturrahman
- Kuta Alam
- Syiah Kuala
- Jaya Baru
- Banda Raya
- Lueng Bata
- Kuta Raja
- Ulee Kareng

## Stedenband
- Apeldoorn (Nederland)
- Samarkand (Oezbekistan)

## Geboren
- Leo Bosschart (1888-1951), voetballer
- Cees Laseur (1899-1960), acteur en regisseur
- Fokko Tadama (1871-1935), kunstschilder
- Hans van Ginkel (1940-2023), geograaf, historicus en hoogleraar

Stadsgemeenten: Banda Atjeh · Langsa · Lhokseumawe · Sabang · Subulussalam

Regentschappen: West-Atjeh · Zuidwest-Atjeh · Aceh Besar · Aceh Jaya · Zuid-Atjeh · Aceh Singkil · Aceh Tamiang · Aceh Tengah · Aceh Tenggara · Aceh Timur · Noord-Atjeh · Bener Meriah · Bireuen · Gayo Lues · Nayan Raya · Pidie · Pidie Jaya · Simeulue